# Tommy Troelsen
Tommy Troelsen (10. července 1940, Nykøbing Mors – 9. března 2021) byl dánský fotbalista, útočník. Po skončení aktivní kariéry působil v rozhlase a televizi jako fotbalový komentátor.

## Fotbalová kariéra
Hrál v Dánsku za tým Vejle BK, se kterým v roce 1958 vyhrál ligu a v letech 1958 a 1959 i dánský fotbalový pohár. Za dánskou reprezentaci nastoupil v letech 1959-1968 v 16 utkáních a dal 5 gólů. Byl členem dánské reprezentace na olympiádě v Římě 1960, nastoupil ve 3 utkáních a s týmem získal stříbrné medaile za 2. místo.

## Ligová bilance
| Ročník                | Zápasy | Góly | Klub     |
| --------------------- | ------ | ---- | -------- |
| 1. dánská liga 1958   | -      | -    | Vejle BK |
| 1. dánská liga 1959   | -      | -    | Vejle BK |
| 1. dánská liga 1960   | -      | -    | Vejle BK |
| 1. dánská liga 1961   | -      | -    | Vejle BK |
| 1. dánská liga 1962   | 11     | 5    | Vejle BK |
| 1. dánská liga 1963   | 11     | 6    | Vejle BK |
| 1. dánská liga 1964   | -      | -    | Vejle BK |
| 1. dánská liga 1965   | 9      | 2    | Vejle BK |
| 1. dánská liga 1966   | -      | -    | Vejle BK |
| 1. dánská liga 1967   | -      | -    | Vejle BK |
| 1. dánská liga 1968   | -      | -    | Vejle BK |
| CELKEM 1. dánská liga | -      | -    |          |